# Maurice Faivre
Pour les articles homonymes, voir Faivre.
Maurice Faivre, né le 19 mars 1926 à Morteau dans le Doubs et décédé le 4 novembre 2020 à Paris, est un général et politologue français.
Docteur en science politique, il est surtout connu pour ses ouvrages publiés sur la guerre d'Algérie.
Il meurt des suites de la Covid-19.

## Études
- 1947-49 : École spéciale militaire de Saint-Cyr (sorti Major de promotion de la promotion Rhin et Danube)
- 1949-50 et 1958 : École d'application de l'Arme blindée-Cavalerie, Saumur
- 1964-66 : École supérieure de Guerre, Paris
- 1980-81 : DEA de Politique de Défense, Strasbourg
- 1986 : Doctorat de sciences politiques, Sorbonne, (mention très honorable)

## Guerre d'Algérie
Peu après le 20 août 1955, Maurice Faivre, arrive à Constantine où il constate la misère d'une partie de la population. À la tête d'un escadron de rappelés, il est chargé par le colonel Gribius (ancien chef du 3e bureau de Leclerc) de la construction, à 10 km de Constantine, d'un village destiné à reloger les habitants des bidonvilles. Plus tard, son escadron participe à la construction de maisons pour les ouvriers agricoles de Guettar-el-Aiech.
Lors de son deuxième séjour en Algérie, Maurice Faivre et son escadron organisent la protection de trois villages placés en autodéfense, villages dans lesquels Maurice Faivre recrute soixante harkis. Son épouse Monique Faivre, accompagnée d'une femme harkie, fait partie d'une équipe médico-sociale chargée de visiter les familles et de soigner femmes et enfants, suivant les prescriptions de l'Assistance médicale gratuite (AMG).
En octobre 1960, tous les hommes d'un village important se rendent à son poste lui réclamer des armes, après l'assassinat d'un des leurs par un collecteur de fonds du FLN. Maurice Faivre crée alors une nouvelle autodéfense, une nouvelle école, ouvre une piste et recrute d'autres harkis.
En mai 1961, les habitants de l'oued Berd lui demandent d'organiser le pèlerinage traditionnel au marabout de Taftis. En octobre 1961, son régiment étant dissous, Maurice Faivre doit quitter la population avec laquelle il a établi des liens étroits.
De retour en métropole en 1963, Maurice Faivre est contacté par la préfecture de police de Paris qui le met en contact avec ses hommes harkis de l'oued Berd, dont il apprend qu'ils vivent à Choisy-le-Roi. Face à leur dénuement extrême, il les aide, notamment à rapatrier leurs familles restées au village, alors qu'ils avaient fui clandestinement l'Algérie sous la menace des représailles. Il ignore ainsi l'interdiction formelle de Roger Frey, alors ministre de l'Intérieur, de venir en aide aux membres des armées supplétives dont la vie est pourtant directement menacée, malgré les garanties officielles contenues dans le traité d'Évian.
Ainsi cinquante familles survivantes sont regroupées à Dreux (Eure-et-Loir) où elles trouvent logement, travail et école. Aujourd'hui encore, ce village kabyle reconstitué entretient des liens étroits avec Maurice Faivre.

## Distinctions
- Croix de la Valeur militaire (1957)
- Ordre national du Mérite
- Commandeur de la Légion d'honneur (2016)
- Vice-Président de la Commission française d'histoire militaire (1999), élu par 106 historiens civils et militaires
- Membre de l'Académie des sciences d'outre-mer (2002)